# Djúpidalur
Djúpidalur är en dal i republiken Island. Den ligger i regionen Norðurland eystra, i den norra delen av landet, 220 km nordost om huvudstaden Reykjavík.